# Лодыжка

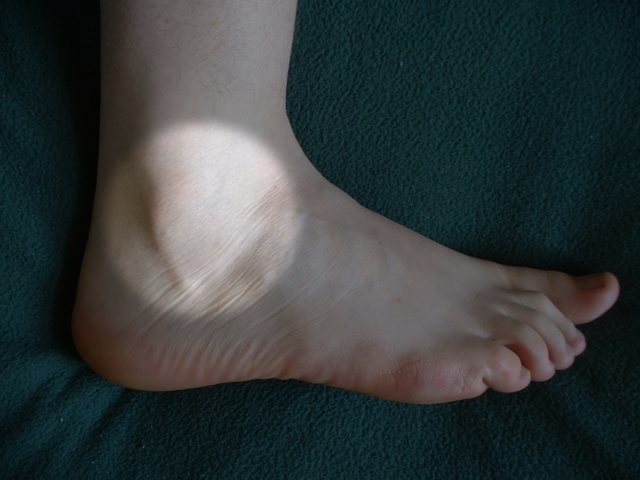
Наружная лодыжка

Лоды́жка, щи́колотка (лат. malleolus «молоточек») — костные образования (отростки) берцовых костей голени. Различают латеральную (наружную) и медиальную (внутреннюю) лодыжки.

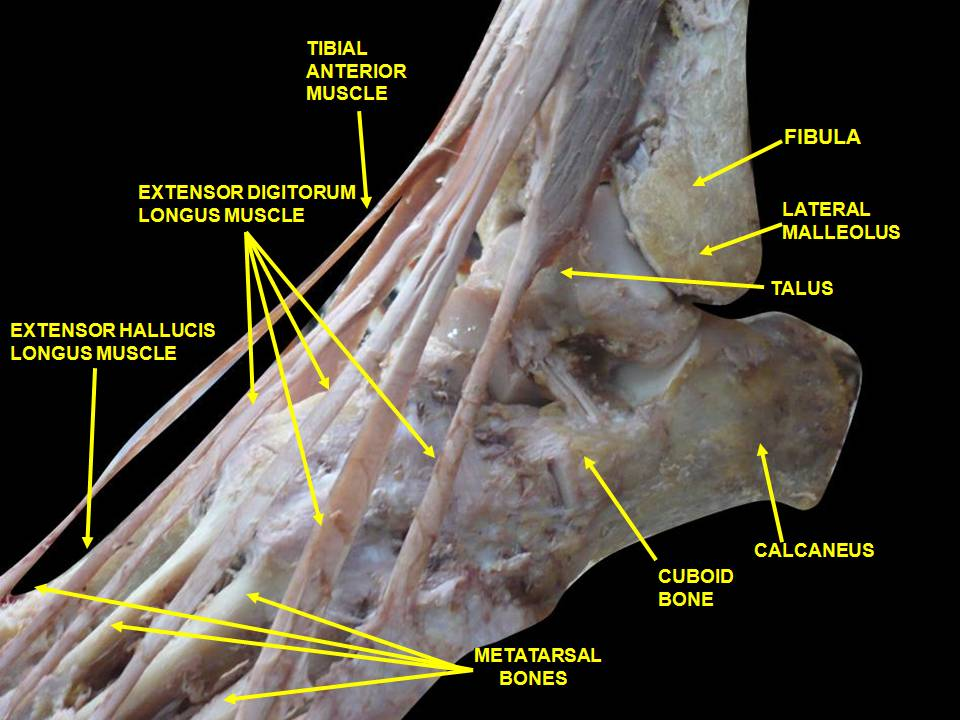
Кости и связки голени и предплюсны

Латеральная лодыжка — дистальный отдел малоберцовой кости. Медиальная лодыжка — отросток дистального отдела большеберцовой кости.
Латеральная и медиальная лодыжки образуют так называемую «вилку» голеностопного сустава и являются основным стабилизирующим элементом голеностопного сустава. Через это сочленение идёт передача веса человека на таранную кость стопы.
Повреждение лодыжек и голеностопного сустава — одна из самых частых травм опорно-двигательного аппарата.
Визуально лодыжка выглядит как большой или маленький костный нарост внутри и снаружи стопы.